# Ariel Holan
Ariel Enrique Holan (Lomas de Zamora, 14 de setembro de 1960) é um treinador argentino. Atualmente comanda o Rosario Central.

## Carreira no hóquei

### Como jogador
Holan nasceu em Lomas de Zamora, na província de Buenos Aires, filho de um imigrante da antiga Tchecoslováquia. Apesar de afirmar que sua paixão de infância era o futebol, ele começou sua carreira jogando hóquei em campo no Lomas Athletic Club. Ele abandonou sua carreira de jogador em 1979, enquanto estava no San Martín, após a morte de seu pai.

### Como treinador
Em 1976, com apenas 16 anos, Holan assumiu a equipe B feminina do Lomas, permanecendo no comando por três anos antes de se transferir para o Clube Alemán. Após oito anos, ele foi nomeado técnico da equipe feminina do Olivos, sendo responsável por três temporadas. Em 1990, Holan foi assistente de Gustavo Paolucci na Seleção Feminina da Argentina que disputou a Copa do Mundo realizada na Austrália. Após o final do torneio, ele voltou para Lomas, agora como técnico da Seleção Feminina principal.
Holan posteriormente trabalhou com Banfield, San Fernando e Gimnasia y Esgrima de Buenos Aires antes de assumir a Seleção Feminina do Uruguai em 2003. Nos Jogos Pan-Americanos de 2003, realizados em Santo Domingo, seu time ganhou a medalha de bronze depois de perder as semifinais para a campeã Argentina.

## Treinador de futebol

### Início
Em 2003, depois de frequentar clínicas de futebol na Pensilvânia e em Atlantic City, Holan foi nomeado assistente de Jorge Burruchaga no Arsenal de Sarandí. Acompanhou este em outros clubes como Estudiantes, Intependiente e Banfield. Tornou-se depois assistente de Matías Almeyda no River Plate.
Em 2011, Holan assumiu as categorias juvenis do Argentinos Juniors. Em 26 de junho de 2011, ele foi nomeado assistente de Matías Almeyda no River Plate, e fez parte da equipe do clube durante a promoção à primeira divisão. Ele também trabalhou como assistente de Almeyda no Banfield.

### Defensa y Justicia
Em 11 de junho de 2015 foi contratado como treinador efetivo do Defensa y Justicia. Levou a equipe até as quartas-de-final da Copa Argentina, quando foram eliminados pelo Boca Juniors. Permaneceu até 11 de novembro de 2016 quando renunciou ao cargo, após campanha discreta da equipe na Primera División.

### Indepediente
Pouco mais de um mês depois, em 30 de dezembro, foi contratado pelo Independiente, clube do qual é torcedor e sócio, para a temporada 2017. No dia 13 de dezembro de 2017, após o empate em 1 a 1 contra o Flamengo no Estádio do Maracanã, conquistou a Copa Sul-Americana. O Independiente levou vantagem no saldo, pois tinha vencido o primeiro jogo da final por 2 a 1.
Em 27 de junho de 2018, Holan renovou seu contrato com o clube argentino até 2021. Em 10 de julho de 2019, deixou a equipe por mútuo acordo.

### Universidad Católica
Em 16 de dezembro de 2019, Holan assinou por dois anos com a Universidad Católica. Ele levou o time ao título do Campeonato Chileno de 2020, o terceiro título consecutivo do clube na liga.
Deixou o clube em 15 de fevereiro de 2021, devido a uma cláusula em seu contrato que lhe permitia deixar o clube no final da temporada.

### Santos
Em 17 de fevereiro de 2021, foi anunciado que Ariel Holan aceitou a oferta do Santos para substituir o técnico Cuca, que saiu após o final do Campeonato Brasileiro de 2020. Holan levou o preparador de goleiros Juan José Fariello à Universidad Católica, mas o responsável pela função no Santos é Arzul, uma unanimidade. Dessa forma, apenas dois puderam vir além do comandante. A multa para rescindir com a Universidad Católica foi de 110 mil dólares (R$ 595 mil).
Estreou pelo Alvinegro no dia 6 de março, numa derrota por 4 a 0 contra o São Paulo válida pelo Campeonato Paulista de 2021.
Pouco menos de dois meses depois, em 25 de abril, após uma derrota por 2 a 0 para o Corinthians na Vila Belmiro, Holan pediu demissão do cargo. Segundo o presidente do Santos, Andrés Rueda, Holan alegou que, além dos maus resultados, houve um episódio em que torcedores soltaram fogos de artifício perto do seu apartamento, o que motivou a saída. O argentino chegou a pedir para a diretoria que a próxima partida, contra o Boca Juniors, fosse sua última frente ao comando do Peixe. Entretanto, a diretoria optou por utilizar o auxiliar técnico Marcelo Fernandes.

## Títulos

### Hóquei

#### Seleção Uruguaia Feminina
- Medalha de bronze nos Jogos Pan-Americanos: 2003[carece de fontes?]

### Futebol

#### Independiente
- Copa Sul-Americana: 2017[25]
- Copa Suruga Bank: 2018[carece de fontes?]

#### Universidad Católica
- Campeonato Chileno: 2020[carece de fontes?]

#### León
- Copa das Ligas: 2020-21[carece de fontes?]

### Prêmios individuais
- FourFourTwo – 45° Melhor Treinador do Mundo: 2018[26]
- Treinador do Mês do Campeonato Chileno: fevereiro de 2020[27]
- Treinador do Ano no Chile: 2020[28][29]